# Podium agile
Podium agile är en biart som beskrevs av Kohl 1902. Podium agile ingår i släktet Podium och familjen grävsteklar. Inga underarter finns listade i Catalogue of Life.